# 74식 전차
74식 전차(74式戦車)는 일본 육상자위대의 주력 전차이다. 이전 모델인 61식 전차를 대체하기 위해 미쓰비시 중공업에서 제작하였다. 105 mm 라이플포를 주포로 사용하고 있으며, 동시대 M60 패튼이나 레오파르트 1 전차의 디자인에 상당 부분 기초하고 있는 경장갑 고기동형 전차이다. 90식 전차가 나오기 전까지 육상자위대의 주요 기갑전력으로서 활용되었다.

## 보유국
- 일본 - 110대

## 개량 및 파생형
- 74식 전차 초기형 (74式戦車 初期生産型)
- 74식 전차 B형 (74式戦車 B型)
- 74식 전차 C형 (74式戦車 C型)
- 74식 전차 D형 (74式戦車 D型)
- 74식 전차 E형 (74式戦車 E型)
- 74식 전차 F형 (74式戦車 F型)
- 74식 전차 G형/개량형 (74式戦車 G型/改)
- 87식 자주 대공포 (87式自走高射機関砲)
- 78식 장갑회수차 (78式戦車回収車)
- 91식 교량전차 (91式戦車橋)

## 같이 보기
- 10식 전차